# Qemal Butka
Qemal Butka (Kolonjë, 1907 – Tirana, 8 novembre 1997) è stato un architetto e politico albanese con cittadinanza statunitense nato nell'Impero ottomano. Dal 1935 al 1936, fu sindaco di Tirana, nel 1939 partì dall’Albania e andò a vivere in Turchia e poi negli Stati Uniti d'America.

## Biografia
Nel 1907, nacque in località Butkë, oggi Kolonjë, in Albania. Suo padre fu assassinato durante la prima guerra mondiale, di conseguenza fu cresciuto dallo zio e patriota albanese, Sali Butka. Suo cugino, Safet Butka, il figlio di Sali, lo portò con sé in Austria, mentre studiava lì. Qemal finì la scuola secondaria in Austria e nel 1931, si laureò all'Università tecnica di Vienna, in ingegneria edile.
Mentre era uno studente liceale, Butka si cimentò nella pittura; infatti, nel 1927 lavorò su due noti dipinti di Ismail Qemali e Bajram Curri ed anche su una cartolina sul tema del rispetto delle religioni.
Nel 1931, dopo la laurea, Butka tornò in Albania e lavorò, prevalentemente, su progetti architettonici. Per il suo grande talento, Zog I di Albania lo dichiarò vincitore del concorso internazionale, che avrebbe progettato il memoriale, dedicato alla madre, Sadije Toptani, morta nel 1934. Il monumento, situato oggi nel Parku i Madh di Tirana, fu distrutto dal governo comunista, negli anni '50. Nel 2012, è stata ricostruita una replica dell’edificio, per servire da mausoleo della famiglia reale albanese.
Tra le altre sue famose opere, ci sono l’edificio della Biblioteca nazionale d'Albania, un monumento alla Libertà Nazionale, il municipio di Coriza e una targa commemorativa del 25º anniversario della Dichiarazione d'indipendenza dell'Albania.
Qemal Butka si distinse nella costruzione di ville a Tirana, Durazzo e in altre città albanesi, che ancora oggi sono la testimonianza visiva di una vera e propria solida architettura. Butka è anche conosciuto per aver inciso molte serie di francobolli, distinguendosi nel campo della filateria. La sua serie di francobolli del 25º anniversario dell’indipendenza albanese sarà ricordata come una serie notevole.
Dal 21 ottobre del 1935 al 7 novembre del 1936, fu eletto sindaco di Tirana e fu nominato tale da Mehdi Frasheri, l’allora Primo ministro dell’Albania.
Nel 1939, dopo l’invasione dell’Albania da parte dell’Italia fascista, Butka emigrò in Turchia, passando per la Grecia, insieme allo scrittore albanese, Branko Merxhani. Visse in Turchia dal 1940 al 1958, anche se dal 1943 al 1945, andò a Il Cairo per motivi lavorativi. In Turchia incontrò la sua futura moglie, Cecile, la figlia di Mehmet Kamil Berk, il dottore personale di Mustafa Kemal Atatürk, fondatore e primo presidente della Turchia moderna. Anche Cecile era un architetto.
Nel 1958, Butka e la moglie emigrarono negli Stati Uniti, dove vissero fino agli anni '90. Qui lavorò come architetto in studi prestigiosi, mentre la moglie partecipò al progetto della costruzione del World Trade Center a New York. Più volte Qemal Butka tentò di visitare l’Albania, da cittadino americano, ma la sua entrata nel paese fu sempre rifiutata dalle autorità comuniste. Ci riuscì, solo nel 1987, attraverso l’Austria, dopo la morte del dittatore albanese Enver Hoxha. Dopo il 1990, ritornò definitivamente a vivere in Albania, dove morì il 9 novembre del 1997.